# ADF-01
ADF-01 は、ナムコ（後のバンダイナムコゲームス→バンダイナムコエンターテインメント）のフライトシューティングゲームエースコンバットシリーズに登場する架空の軍用機。本項では、派生型であるADF-01 FALKEN、ADA-01A ADLER、ADA-01B ADLERについても扱う。

## 概要
ADF-01の初出は、1997年に発売されたPlayStation用フライトシューティングゲーム『ACE COMBAT 2』である。ADFは「Advanced Dominance Fighter」の略である 。
『ACE COMBAT 2』では、プレイヤーのライバルとして「Z.O.E.（ゾーイ）」という敵パイロットが設定されており、出現するたびにより強力な機体と戦闘パターンでプレイヤーと対峙した。ADF-01は、そのZ.O.E.の最終的な搭乗機、いわゆるボスキャラクターとして最終ミッションで登場した。
「ADF-01 Z.O.E.」と戦うには、それまで出現した全てのZ.O.E.搭乗機を倒し、隠された最終ミッションに進む必要があるなど、やや難易度の高い設定がなされており、「キャノピーがなく、コックピットの周囲に配置されたセンサーによって外部からの情報を得る無人戦闘機」という特異な機体設定を有していた。この設定はエースコンバット3に引き継がれ、同作の兵器は操縦者の脳と神経接続されており外部情報の提供や操縦までもおこなえる「コフィンシステム」に発展している。
『ACE COMBAT 2』での初出から7年後、プラットフォームをPlayStation 2に移し、2004年に発売された『ACE COMBAT 5』では、開発スタッフの間で以前から構想されていたADF-01の復活が実現することとなった。『5』ではプラットフォームの変更によるグラフィックスの向上に伴い、詳細な機体モデルと設定の再構築がなされ、サプライズ要素としてレーザー兵器が搭載された。このレーザー兵器は変形機構を含む複雑なもので、開発終盤になってから実装が決定したため、開発スタッフは苦労したとされる。また、これに伴い派生機として登場予定だった「ADLER」の実装は間に合わず、本編ではカットされた。このリメイク版ADF-01は「FALKEN」と命名され、プレイヤーの操作可能な機体として登場した。
ADF-01は、その後も『ACE COMBAT ZERO』『ACE COMBAT X』『ACE COMBAT Xi』『ACE COMBAT X2』『ACE COMBAT INFINITY』といった作品に登場しており、架空機としては最も登場回数の多い機体となっている。実在の軍用機をモデルとした機体の多いエースコンバットシリーズの中では、『ACE COMBAT 3』に多数登場する架空機群と並び、突き抜けた設定を持つ異彩の架空機である。
『ACE COMBAT 2』のADF-01と『ACE COMBAT 5』のFALKENが同一の機体かどうかはしばらく不明瞭だったが、『ACE COMBAT 2』をリメイクした『ACE COMBAT 3D』が発売された際にレーザー兵器を搭載しない『ACE COMBAT 2』仕様のADF-01がZ.O.E.搭乗機としてFALKENとは別に登場し、明確に別の機体である事が判明した。
『ACE COMBAT 7』では有料DLCとして登場。
ACECOMBAT5と同様のようだ。

## 型式
ADFX-01/02 Morgan
ADF-01 FALKENの原型機。当該項目を参照。
ADF-01 Z.O.E.
ユージア大陸で発生したクーデター事変の際にクーデター軍によって運用された無人戦闘機。戦術戦闘用AI「Z.O.E.」を搭載する。コックピット周辺に多数設置されたセンサーから得た情報を、高度なAIシステムで処理することで、自機後方にも光学情報に基づきミサイルや機銃の照準、発射が可能。Z.O.E.は将来の無人機化を想定した自己学習型AIシステムであり、現状でもある程度の自律戦闘が可能となっている。
また、無人機のためパイロットに対するG負荷を考慮する必要がなく、加速力や機動性は有人型の機体を上回る。翼形状は、主翼に前進翼、機体左右と下部に取り付けられた3面カナード、上下に張り出した大型エンジンユニットに接近配置された、内向き斜め双垂直尾翼で構成されるエンテ型。主翼の動翼は、内側にフラップ、外側にエルロンとなっている。機体の大きさに比べて翼面積はやや小さい。エンジンユニットは上下に大きく張り出しており、左右の間隔もかなり広い。この左右のエンジンの間には上下に展開するエアブレーキがある。エンジンノズルには、垂直方向への推力偏向が可能な、シャッターのような構造の開閉式2次元偏向ノズルが採用されている。後方にも機銃やミサイルを発射し、更にはHUDジャマーでロックオンを困難にする。但し、機体にダメージを受けるとこれらの機能は動作しなくなる。  ADF-01 FALKENとの違いは、コックピット部が機種前方に寄っているなど細かな機体形状の差異、搭乗者の有無、兵装など。開発メーカーや開発国は不明であり、FALKENとの関連性も不明。
ADF-01 FALKEN
一部のベルカ人強硬派で構成されたテロリスト集団「灰色の男たち」の工作機関として活動していた、オーシア連邦ノースオーシア州（旧ベルカ公国領南ベルカ）の軍需企業、ノースオーシア・グランダーI.G.（以下グランダー社）が開発していた機体。前述のADF-01と区別するためか、「FALKEN」や「ADF-01F FALKEN」という機体名で表記される事もある。「FALKEN（ファルケン）」とはドイツ語で鷹の意。同社の無人戦闘機開発計画、通称「Z.O.E.プロジェクト」の下で極秘に開発が進められ、現状は有人機であるが将来の完全無人化も考慮されている。これはベルカ戦争以降不足しがちなベルカ公国の人的資源の問題を考慮したためである。
機体の基本形状は、同社の前身である旧南ベルカ国営兵器産業廠時代に開発された試作戦闘機「ADFX-01/02 Morgan」を踏襲しており、これにCOFFINシステムや垂直カナード、2次元推力偏向ノズル、ステルスなどの新技術を投入している。カナード、前進翼は一般的にステルス性の面で不利とされるが、ベルカ軍では伝統的に運動性の高い戦闘機が好まれており、ADFX-01/02から引き続き採用されている。
兵装面では、胴体内部に「Tactical Laser System/TLS」と呼ばれるメガワット級の化学レーザー砲ユニットが内蔵可能で、これにより弾道ミサイルのブーストフェイズに於ける迎撃が可能である。TLS照射には発射形態への変形が必要で、変形により各種機構が展開され、コックピットもそれに伴い変形する。このレーザーシステムは通常の対地対空攻撃にも使用可能であり、この機体の持つ攻撃能力は一般的な戦闘機、攻撃機の比ではない。ADFX-01/02と異なり、TLSおよび自衛用の短射程AAMはステルス性を考慮したため内装式となっており、左右エンジン下部には短射程AAM用のウェポンベイが用意されている。この他に、ステルス性が犠牲となるが、主翼下ハードポイントにパイロンを増設し、ミーティア長射程空対空ミサイル、もしくは燃料気化爆弾を搭載することも可能である。
重火力、高機動を兼ね備えた優秀な機体ではあるが、増大した機体重量をカバーするため、ADFX-01/02のWWX-GD-401エンジンを原型とする巨大なエンジン、WWX-GD-425が採用されており、戦闘機としてはかなり大型の機体となってしまっている。また、離着陸に必要な滑走距離も他の一般的な戦闘機に比べ長い距離が必要である。コックピットは通常のグラスキャノピーではなく、コックピット周辺にセンサーを多数配置し、それらのセンサーから得られる電波、赤外線、可視光線などの情報をAIシステム「Z.O.E.」が解析、再構成した上で密閉されたコックピット内の全天球スクリーンに投影する「COFFINシステム」が採用されている。COFFINシステムそのものは、本来パイロットと機体の神経接続による直接制御を目指して開発されたものだが、現状では視線操作や音声入力による制御や、パイロットの身体情報のチェック機能、瞬間的な判断を必要とする緊急時の操縦補助などの機能にとどまっている。
Tactical Laser System (TLS)
ADF-01 FALKENに搭載されている、メガワット級の出力を持つ化学レーザー砲ユニット。ADFX-01/02に搭載されていた外装式化学レーザー砲ユニット「zoisite（ゾイサイト）」の発展型で、内蔵式となり照射回数や連続照射時間が大きく向上している。文字通り光速で迫るレーザーを回避することは非常に困難である。弾道・巡航ミサイルの迎撃を始め、戦術戦闘に於いても対地対空様々な目標に対して恐るべき破壊力を発揮する。この内蔵式ユニットでは、母機となるADF-01が無人機となりADFX-01/02と比べて機動性が上昇したことにより、外装型ユニットでは自在に行うことができた光学的手法によるレーザー照射方向の偏向が不要となり、レーザー照射範囲が機体正面の非常に狭い範囲内に限定されている。作中では絶大な威力を誇るが誘導能力がなく、命中させるにはある程度の技量が必要になる。
ADF-11ではRAW-Fウイングユニットの機首部にADF-01のものより小型化されたものが装備されており、偏向機能が完全に撤廃されたほか発射時の変形が不要となった。
その他特殊兵装
()内は使用可能作品。
- マルチロック長距離空対空ミサイル (XLAA) (『ZERO』『X』『X2』)
- 燃料気化爆弾 (FAEB) (『ZERO』『X』『X2』『7』)
- 高機能多目的ミサイル (ODMM) (『X2』)
- 空対空炸裂弾頭ミサイル (SASM) (『3D』『3D+』)
- 高機能空対空ミサイル (XMAA、4AAM) (『INFINITY』『3D』『3D+』『7』)
- 超高速空対空ミサイル (HVAA) (『INFINITY』)

ADF-01 FALKEN Z.O.E.
戦闘用AI「Z.O.E.」によるADF-01 FALKENの無人運用時の表記。
『X』『X2』『3D』『3D+』のSPミッションやエクストラミッションといった、フリーミッション専用のミッションに敵機として登場する。いずれもキャンペーンモードのシナリオ中には登場せず、設定のある機体と言うよりはファンサービスとしての敵機に近い。
戦闘時はTLSを使用する。
ADA-01 ADLER
グランダー社によって開発されていたFALKENの攻撃機仕様の派生型。『ACE COMBAT INFINITY』では「ADA-01A ADLER」とされている。「ADLER（アドラー）」とはドイツ語で鷲の意。公式ブックレットにおいて新たに判明した設定では、開発経緯としてはむしろこちらが先行であり、本機の護衛用戦闘機としてFALKENが開発された事が明かされている。機首部やエンジンなど、FALKENとはパーツの42％が共通しているとされる。
機体形状はFALKENと大きく異なり、主翼は下反角が付けられた緩い後退翼を持ち、主翼端は角度を揃えた鋸刃状になっており、FALKENよりもステルス性を意識した設計がなされている。またカナードは存在せず代わりに大型の水平尾翼を有する。レーザーユニットは搭載しておらず、改設計に伴う機体重量の増加に伴い前輪はダブルタイヤ、後輪は2輪ボギーに変更されている。本機は純然たる攻撃機であるため運動性はFALKENに劣るが限定的な空対空戦闘は可能であるという。
左右主翼の付け根にあたる部分には後述するSDBMの専用コンテナが取り付けられており、SDBM自体が極低温で保管する必要がある事から「巨大な冷凍庫を2基抱えて飛んでいる」とも形容されている。SDBMを搭載しない場合にはありとあらゆる対地・対艦兵装を機内に搭載し、更には収納式の30mmガトリング砲4門を備えており、戦略攻撃からCASまでも行う事が可能な『対地攻撃のスペシャリスト』として開発されていた。
機体そのものは既に完成していたが、SDBM及び専用コンテナの開発が遅れた為に実戦には間に合わなかった。公式ブックレットではFALKENと共に試験飛行を行っている姿を後方から撮影した写真のみが存在していた。
そのためゲーム内の登場はこれまで一度も無かったが、後述のADA-01Bはプレイヤー機として登場している。
SDBM
ADA-01A ADLERに搭載が予定されていた広域殲滅兵器。「hypersthene（ハイパーシン）」という開発コードを持つ、ポリ窒素を用いた兵器である。ADLERの左右主翼付け根に位置する2基の専用コンテナ内部では、弾体であるSDBMが、ポリ窒素の安定化のために、波長を同期させた3重の電磁防御壁によって極低温で密閉保管されており、発射時には防御壁を開き、衝撃を与えないよう電磁カタパルトを用いて目標に射出される。この兵装はADFX-01/02に搭載されていたMPBMを発展させたもので、不安定な物質であるポリ窒素を扱う関係上、威力を数十分の一に抑えていたMPBMと異なり、安定性の改善により小型核弾頭に匹敵する威力を発揮する。放射能などの問題がなく通常兵器としては最大級の威力を誇る兵器であるが、開発が間に合わず実戦に投入されることはなかった。
ADA-01B ADLER
ADA-01のMPBM装備型。
2016年1月21日に行われた『ACE COMBAT INFINITY』のアップデートにおいて、従来知られていたSDBMを搭載した戦略攻撃機型を「ADA-01A」とし、新たにADA-01AからSDBM専用コンテナを排し、代わりにFALKENにおいてレーザーユニットが搭載されていた機首部にMPBM専用ミサイルランチャーを搭載した戦術攻撃機型を「ADA-01B」とする新設定が付与され、プレイアブル機体として実装された。
登場作品は『ACE COMBAT INFINITY』のみ。
ADF-11F Raven
グランダー社とEASA（エルジア航空宇宙局）によって開発された第7世代戦闘機におけるADFシリーズ。当該項目を参照。

## 開発・運用
本項では「ストレンジリアル」と呼称される、一連の「エースコンバットシリーズ」共通の世界観における開発史、運用歴について解説する。
前史
詳細は『ADFX-01/02 Morgan』を参照。
1985年1月4日から1995年のベルカ戦争にかけて、ベルカ公国の南ベルカ国営兵器産業廠(後のノースオーシア・グランダー・インダストリーズ)は技術検証機ADFX-01/02の開発を行っていた。戦争時に連合軍が南ベルカ国営兵器産業廠を接収し、さらに終戦後に発生した「国境なき世界」によるクーデターによって南ベルカ国営兵器産業廠と開発中だったADFX-02は国境なき世界に接収され、実戦投入されたADFX-02から実戦データを得た。このデータを元にADF-01の開発へ移行していく。
ユージア大陸紛争(戦士の名誉作戦)
1997年に発生したユージア大陸北部、西部各国による軍事クーデターにおいて、クーデター軍が接収したノースポイントの要塞イントレランスにてADF-01 Z.O.E.を運用。統合軍傭兵部隊スカーフェイス隊によって撃墜される。なお、開発国、開発メーカーは不明とされている。
環太平洋戦争
2010年にオーシア連邦、ユークトバニア連邦共和国の間で発生した環太平洋戦争中、ノースオーシア・グランダーI.G.は敵国ユーク領内の工場にてFALKENのパーツを生産し、計4箇所の格納庫に保管していた。ただしユーク軍が運用している様子は確認できない事から、配備は間に合わなかったと見られる。グランダー社本社のあるオーシア連邦ノースオーシア州スーデントールの工場1箇所でもパーツを生産していた。
また、グランダー社は同時にFALKENから派生した爆撃機ADA-01 ADLERの開発も行っていたが、機体の主力兵装となるSDBMとその格納用コンテナの開発が間に合わず、完成する事なく終戦を迎えた。
ノヴェンバー市平和式典 (2011年)
環太平洋戦争終戦後、2011年に行われたノヴェンバー市の式典にて、ADFX-01、X-02A、ADF-01 FALKENが展示飛行を行った。
その後
ベルカ戦争によって多数の人的財産を失ったベルカ空軍はその後、機体開発を無人機へとシフトし、ADF-11の開発を開始した。
詳細は「ADF-11」を参照。

## 運用国・組織
クーデター軍
ユージア大陸北東、ノースポイントで勃発したクーデター事変の際に、クーデター鎮圧のため派遣された特殊戦術戦闘飛行隊「スカーフェイス」の攻撃から、クーデター軍の司令要塞イントレランスを防衛するため、クーデター軍によって「ADF-01 Z.O.E.」が使用された。搭載されていた戦闘機の無人化を可能とする戦闘用AI「Z.O.E.」は、ADF-01に搭載される以前に、F-14、F/A-18Eを初めとした既存の戦闘機に搭載されスカーフェイスとの数々の戦闘に投入されており、実戦運用データを利用することで、ADF-01搭載直前にはコブラなどの特殊空戦機動を可能とするほどの能力向上を見せていた。なお、クーデター軍がどのようにしてADF-01およびZ.O.E.を開発、あるいは入手したのかは不明である。
ユークトバニア連邦共和国
グランダー社より武器供与を受けていたユークトバニアでは、国内4箇所の工場でFALKENの開発製造を行っていた。しかし、オーシア軍がユークトバニア国内に侵攻したことにより、兵器工場や保管施設が破壊され、少なくともオーシアとの戦争期間中の実戦配備は間に合わなかったと思われる。
ベルカ公国（ノースオーシア・グランダー・I.G.）
オーシア連邦の企業にもかかわらず、ベルカ公国の実質的な工作機関として機能していたグランダー社では、同社の「Z.O.E.プロジェクト」に基づき、極秘に「FALKEN」の開発を行っていた。また、工作活動の一環として、当時オーシア連邦と敵対していたユークトバニア連邦共和国と、FALKENの開発製造に関して何らかの協力関係にあったと思われる。工作活動発覚後、同社の関連施設は破壊または接収され、FALKENも完成することはなかった。
オーシア連邦
ユークトバニア本国への侵攻を開始したオーシア軍は、ユークトバニア軍の関連施設より開発中のFALKENの一部を接収している。また、グランダー社の施設からも同様に接収を行っており、これらの解析を元にFALKENを完成させている。2011年には、ノヴェンバー市で開催された航空式典にてX-02やADFX-01と共に展示飛行が行われ、一般にも公開された。

## 登場作品
ACE COMBAT 2
- ADF-01 Z.O.E.が登場。
- 特定の条件を満たした場合、最後のライバル機として登場する。後方にも機銃やミサイルを発射し、コブラ機動によって自機の後方に回ろうとする。

ACE COMBAT 5
- ADF-01 FALKENがプレイヤー機としてシリーズ初登場。今作では型式番号はなく、ただ「FALKEN」とのみ表示される。
- 特殊兵装として「TLS（Tactical Laser System/戦略レーザー）」を搭載。絶大な威力を誇るが誘導能力がなく、命中させるにはある程度の技量が必要になる。
- 中の機体価格は826000ポイントで、これは同作中で「X-02 Wyvern」約20機分に相当するという超高級機である。
- 派生機としてADA-01 ADLERの登場も予定されていたが、ゲーム開発スケジュールの都合により本編への登場は見送られた。
  - なお、『ACE COMBAT ASSAULT HORIZON』限定版に付属するオフィシャルブックにて、ADFX-01/02との関連性などの詳細設定や、「ADA-01 ADLER」という制式名称が追加公開されている。

- 機体塗装は下記の3種類が登場する。本作から『X2』まで、Z.O.E.と同じ赤色がADF-01 FALKENのデフォルトカラーとなった。
  - オーシア（『2』に登場したZ.O.E.と同様の赤）
  - ラーズグリーズ（ミッション中のみ黒色に赤いフィンバンド）
  - SP（青のデジタル迷彩）
    - SPカラーの青迷彩は『ZERO』でADFX-01のカラーリングとしても登場し、オフィシャルブックにてLuft-T3というベルカ公国の空に溶け込む迷彩と設定された。

ACE COMBAT ZERO
- ADF-01 FALKENがプレイヤー機として登場。
- 時系列的にはまだ存在しない機体であり、ファンサービスとして登場する。
- 作中では前身機のADFX-01/02が登場。前作『5』で不採用となったADA-01の特殊兵装「SDBM」のコンセプトが、「MPBM」としてADFX-01/02に引き継がれている。
- バンダイより発売されたプラモデルや設定画集などでは「ADF-01F FALKEN」となっていたが、これ以降は「ADF-01 FALKEN」の表記で統一されている。
- 特殊兵装はTLS（戦略レーザー）、XLAA（マルチロック長距離空対空ミサイル）、FAEB（燃料気化爆弾）のいずれかを出撃時に選択する。
- 機体塗装は下記の4種類が登場する。
  - スタンダード（『5』のオーシア）
  - マーセナリー（『5』のSP）
  - ソルジャー（Serber"ハイタカ"と呼ばれる光沢のある黒）
  - ナイト（"キャンディーコーティング"と呼ばれる緑の迷彩）
  - SP（『5』のラーズグリーズに近い光沢のない黒）

- 『ACE COMBAT 5』では赤色だったレーザーの色が青色に変更されている。また、変形時の駆動音が追加されている。

ACE COMBAT X
- ADF-01 FALKENがプレイヤー機として登場。
- ADF-01 FALKEN Z.O.E.がフリーミッション限定の敵機として登場。
  - 敵機のADF-01 FALKEN Z.O.E.は、特定の条件を満たした場合、『ACE COMBAT 2』の主人公機である「XFA-27 SCARFACE」と共に登場する。

- 『ACE COMBAT ZERO』と同様、TLS、XLAA、FAEBのいずれかを出撃時に選択する。
- チューニング用のパーツを追加で装備することで、各種の性能向上が可能だが、代わりに他の性能がダウンする場合もある。
- 本機専用のチューニングパーツとして、TLSの連続照射時間を延長する「レーザー増幅装置 (Laser Extender) 」が用意されている。
- 機体塗装は下記の4種類。
  - オーレリア（『5』のオーシア）
  - レサス（『5』のSP）
  - SP01（『ZERO』のSP）
  - SP02（"キャンディーコーティング"）

ACE COMBAT Xi
- ADF-01 FALKENがプレイヤー機として登場。
- 他の作品とは異なり、ゲームシステムの関係上、チューニングシステムも特殊兵装もないため、実質的に通常の戦闘機となっている。
- ファミ通は発売前の情報として、装備を一新した先行量産型「ZOE-FALKEN-A1」が登場するとしていたが、実際にはそのような名称の機体は登場することはなかった。本機の機体名称には「ZOE」の文字が入っているが、Z.O.E.との関連性は不明である。

ACE COMBAT X2
- ADF-01 FALKENがプレーヤー機として登場。
- 今作では世界観が異なるが、ファンサービスとしての登場する。
- 『ACE COMBAT X』と同じくチューニングパーツで性能変更や機能追加が可能だが、専用パーツはなくなっている。
- 特殊兵装は『ACE COMBAT X』の3種に加えて、ODMM（高機能多目的ミサイル）の搭載が可能となっている。
- 機体塗装はシリーズ最多の6種類が収録されている。
  - C:01（『5』のオーシア）
  - C:02（『5』のSP）
  - C:03（『ZERO』のSP）
  - C:04（"キャンディーコーティング"）
  - C:05（『ZERO』のADFX-01ナイトカラー(コードネーム「Coppertone」)に似た金色）
  - C:06（白色）

ACE COMBAT 3D CROSS RUMBLE / 3D CROSS RUMBLE+
- ADF-01 Z.O.E.がキャンペーン最終面のライバル機として登場。
  - 後方にも機銃やミサイルを発射し、更にはHUDジャマーでロックオンを困難にする。但し、機体にダメージを受けるとこれらの機能は動作しなくなる。

- ADF-01 FALKENがプレイヤー機として登場。
- ADF-01 FALKEN Z.O.E.がエクストラミッション4の敵機として登場。
  - 4機編成で登場し、こちらは前述の攻撃に加えTLSまでも発射してくる。

- ADF-01 FALKENは時系列的にはまだ存在しない機体であり、ファンサービスとして登場する。
- 『ACE COMBAT X』や『ACE COMBAT X2』同様と同じくチューニングパーツで性能変更や機能追加が可能だが、専用パーツはない。
- 特殊兵装はSASM（空対空炸裂弾道ミサイル）、XMAA（高機能空対空ミサイル）、TLSの3種。
- 『CROSS RUMBLE+』では、別売りのamiiboをかざした時のみ特別カラーリング機体の「FALKEN<STARFOX>」が登場する。加速力と旋回能力に優れたドッグファイト向けにチューニングされている。
- 本作で初めてデフォルトカラーが変更となった。
  - Color1（制空迷彩）
  - Color2（"キャンディーコーティング"）
  - Color3（『5』のオーシア、過去作のデフォルト）
  - Color4 Color2のカラーバリエーション
  - Color5 Color3のカラーバリエーション（変更可能）
  - Color6 Color2のカラーバリエーション（変更可能）

ACE COMBAT INFINITY
- ADF-01 FALKEN、ADF-01 Z.O.E.、ADA-01B ADLERがプレーヤー機として登場。後者2つはプレイヤー機としては初登場。
- 2015年1月22日のオンラインアップデートにおいて、ADF-01 FALKENが通常機体ツリーの最奥部（実装時点）に追加された。
- ADF-01 FALKENの特殊兵装はTLS、HVAA（超高速空対空ミサイル）、4AAM（4目標マルチロックオン 空対空ミサイル）の3種。
- 2016年1月21日のアップデートでADA-01Bが追加。
  - 上述したように、本作よりADLERが『ADA-01A』と『ADA-01B』の2タイプ存在するという設定が追加され、後者がプレイアブル機体として実装されている。

- 本作以降、ADF-01、ADFX-01の標準スキンは『ZERO』SPカラーに近いダークグレーで統一されている。
- 機体色を過去作での標準カラーである赤に変更できる機体スキンがミッション後のドロップ及び特別支給チケットとの交換により入手できる。過去作に登場した他の機体色についても一部が機体スキンとして後に追加実装された。
- 2015年4月30日からの期間限定（終了日未確認）でADF-01 -OS- "Osea"（機体バランス微変更・『ACE COMBAT 5』オーシアカラー&マーキングを再現）がミッション後のドロップにより入手できる。

ACE COMBAT 7
- ADF-01 FALKENが、2019年6月26日配信の追加コンテンツでプレイヤー機として実装された。
- その他、ADFシリーズとしての後継機であるADF-11、前身機のADFX-01も追加コンテンツとして実装。前者は敵機としてキャンペーンモードにも登場する。
- 特殊兵装はTLS、FAEB（燃料気化爆弾）、4AAMの3種。
- チューニングパーツで性能変更や機能追加が可能だが、専用パーツはない。
  - TLSの連続照射時間を延長する「レーザー増幅装置 (Laser Extender) 」が用意されているが、本作ではTLS搭載機が実在機を含め複数登場する。

## 立体化
2006年3月24日、バンダイから「ADF-01F FALKEN」が1/100スケールのプラモデルとして発売された。部品差し替えによってTLS発射形態も再現されている。
2023年8月24日、コトブキヤよりエースコンバット1/144スケール架空機プラモデルシリーズ第7弾として発売された。エースコンバット7のSkin#07「ウォードッグスキン」を再現した通常モデルと、塗装がないダークグレー成型の「For Modelers Edition」の2種類が展開された。ボックスアートは両方共に天神英貴が担う。